# 팍스 시니카

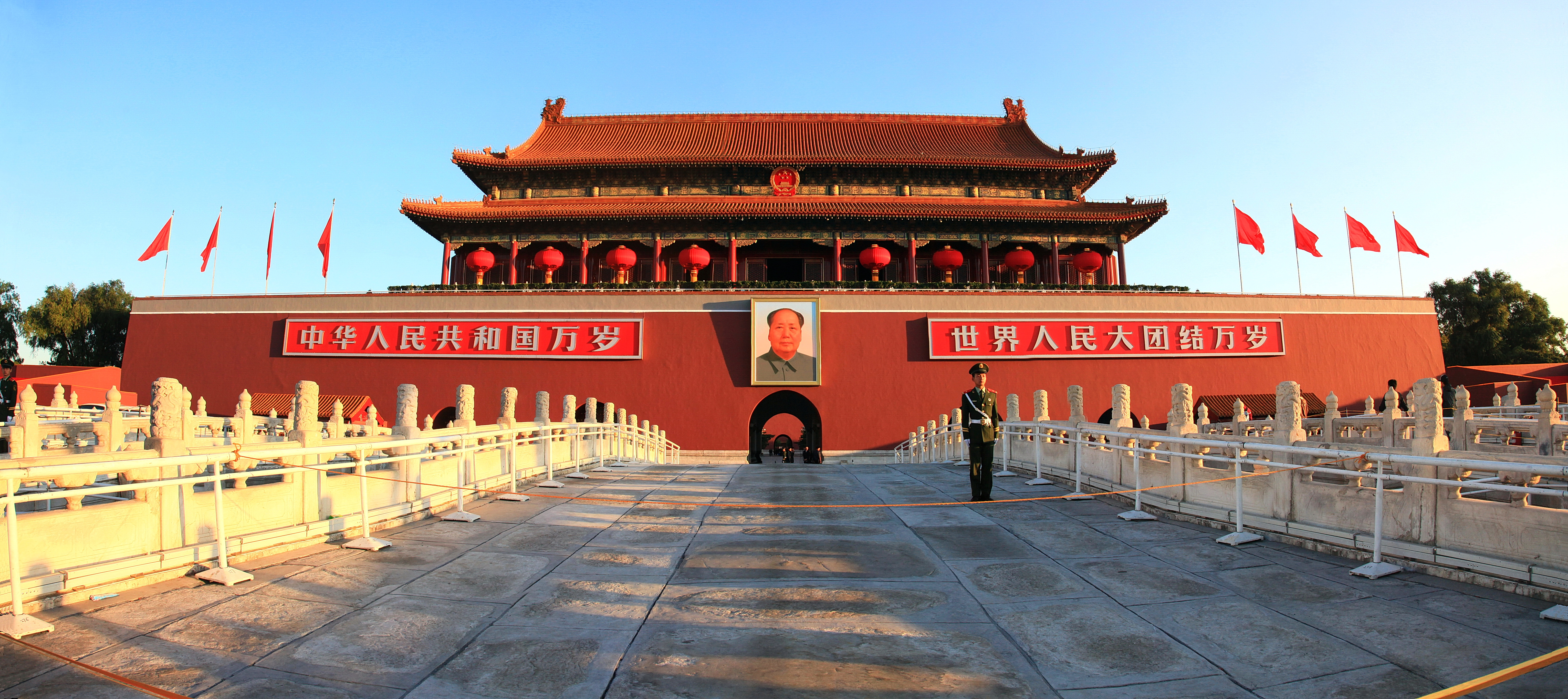

팍스 시니카(라틴어: Pax Sinica)는 '중국에 의한 평화'라는 라틴어의 뜻으로 중국의 패권에 의해 동아시아에 평화가 오는 것을 의미한다. 팍스(Pax)는 라틴어로 평화라는 뜻이고, 시니카(Sinica)는 중국이라는 뜻이다.
한나라, 당나라, 명나라, 청나라의 경우 중화 문명을 계승하고 이를 유지하여 그 주변 지역의 안정과 평화를 유지했다. 한나라의 경우 팍스 로마나 시대 당시 로마 제국과 시기가 일치한다. 한나라 때는 정치, 경제, 문화, 과학, 상업, 군사의 발전이 보였는데 특히 한 무제때 서역과의 무역의 욕구를 더욱 자극해 이는 실크로드의 발달을 이끌기에 충분했다. 또한 이때의 '팍스 시니카'는 팍스 로마나의 쇠약과 같은 시기에 쇠약해졌다. 당나라 시대 때에도 또 다른 '팍스 시니카'가 진행되었다. 이때는 중국의 황금기이기도 한데, 당 태종의 경우 정관지치라 하여 당나라 때 황금기를 이끌었다. 이 때는 서역(서돌궐, 투판, 설연타)을 정벌하고, 동돌궐과 고구려를 공격하는 등 군사적인 성과와 서역의 경우 실크로드 무역로의 거점을 장악하여 그 주변을 보호하여 실크로드 무역의 활성화를 이끌어 상업적인 성과도 같이냈다. 당나라의 수도 장안으로는 인구가 100만 명이 넘게 사는 등 중세 최대의 도시 중 하나였으며, 발해, 신라, 일본, 탕구트, 토번, 돌궐, 위구르, 참파 등의 사신과 상인들이 넘나들던 곳이기도 하였다.
오늘날에는 경제대국이 된 중국이 자신의 뜻대로 세계질서를 개편하여 중국이 주도하는 시대가 된다는 뜻이다. 세계은행의 보고서에 따르면 중국이 이르면 2020년에 GNP 부문에서 미국을 역전하고 세계 최고의 경제대국이 될 것이라고 예측했으나 그 예상은 빗나갔다. 한국경제신문에 따르면 중국은 재정 위기를 겪고 있는 스페인 국채를 대량 매입해 유럽의 큰손으로 떠올랐다. 2003년부터 2007년까지 매년 두 자리수 성장율을 기록하는데, 다른 OECD 회원국들과 비교할 때 뛰어난 성적이다. 중국은 이를 바탕으로 위안화를 기축통화로 만들기 위해 노력하였다. 반면 고령화가 심각하게 진행되고, 빈부격차가 극심한 점은 중국의 주도에 방해가 되었다. 니얼 퍼거슨 하버드 대학교 교수는 "중국은 최근 세계 경제의 중심에 더 빠르게 다가섰다"고 말했다.

## 관련 서적
- 이병한. 《유라시아 견문 1》. 서해문집. 2016년. ISBN 9788974838096 
 이병한. 《유라시아 견문 2》. 서해문집. 2018년. ISBN 9788974839215 
 이병한. 《유라시아 견문 3》. 서해문집. 2019년. ISBN 9788974839710

## 같이 보기
- 중국몽
- 일대일로(OBOR)
- 아시아 인프라 투자 은행(AIIB)
- 도광양회(韬光养晦)
- 화평굴기(和平崛起)
- 분발유위(奮發有爲)
- 팍스 로마나
- 팍스 브리타니카
- 팍스 몽골리카
- 팍스 아메리카나
- 팍스 히스파니카
- 팍스 인디아나